# Beöthy Leó
Beöthy Leó (Nagyvárad, 1839 – Budapest, 1886. január 5.) miniszteri osztálytanácsos és az országos statisztikai hivatal aligazgatója, a Magyar Tudományos Akadémia levelező tagja, szociológiai, közgazdasági és statisztikai író, A Hon című lap közgazdasági rovatvezetője.

## Élete
Szülővárosában három latin iskolát végzett és édesatyja, Beöthy Sándor helytartótanácsos eleintén egy ex pap nevelőt tartott mellette; alig tizennégy éves korában magára hagyatva, a könyvolvasás szenvedélyének, nyelvek tanulásának és a szépirodalomnak élt. 1867-ben, mindjárt a kiegyezés után a földmivelés- ipar- és keresk. miniszteriumba lépett és 1877. január 22.-én cimzetes osztálytanácsossá neveztetett ki. 1883. április 23.-án valóságos osztálytanácsos és a magyar országos statisztikai hivatalnak aligazgatója lett; az utolsó években elmebetegség tünetei mutatkoztak nála. A Magyar Tudományos Akadémia 1877. május 24.-én választotta levelező tagjai sorába. György Endre tartott fölötte emlékbeszédet az Akadémiában.

## Munkái
- Utazás a föld központja felé. Regény. Verne Gyula után ford. Pest, 1865. Két kötet. (2. kiadás. Budapest, 1878.)
- Egy jegyző orra. Szerelmi történet a mult századból. Regény About Edmund után ford. Pest, 1865.
- Természet ellen. Regény. Rahel után ford. Ugyanott, 1864. Két kötet.
- Magyarország áruforgalma Ausztriával és a külfölddel 1867-ben. Uo. 1868. (Hivat. Statist. Közlem. I. 4.)
- A kereskedelem Uo. 1869. (Statist. Előadások 6.)
- Magyarország áruforgalma Ausztriával és a külfölddel 1869-ben. Uo. 1871. (Hiv. Statist. K. IV. 3.)
- Magyarország bányászata 1868–69. években. Uo. 1872. (Hiv. Statist. Közl. V. 2.)
- Magyarország bányászata 1870–71-ben. Uo. 1873. (Hiv. Statist. Közl. VI. 1.)
- Juda, Izrael és Aram. Tört. tanulmány. Bpest, 1874. (Értek. a tört. t. kör. IV. 3.)
- A bankügy elmélete, különös tekintettel a jegybankkérdésre és hazai viszonyainkra. Uo. 1875. (a m. tud. akadémia által jutalomban részesült.)
- Magyarország bányászata 1872–73-ban. Uo. 1875. (Hiv. Statist. K. VII. 5.)
- Magyarország statisztikája. Zsebkönyv. A IX. stat. nemzetközi congressus alkalmából a m. kir. stat. hivatalban szerkesztette Keleti Károlylyal. Uo. 1876.
- Nemzetlét. Tanulmány a társad. tudomány köréből. Uo. 1876. (Ism. Bud. Szemle XI.)
- A társadalom keletkezéséről. Uo. 1878. (Értek. a társad. tud. kör. V. 3. Székfoglaló.)
- Magyarország vasútai 1876-ban. Uo. 1879.
- Magyarország vasútai 1878-ban. Uo. 1880.
- A társadalmi fejlődés kezdetei. Uo. 1882. (A m. tud. akadémia által a Marczibányi-jutalomban részesült. Ism. Századok 1883. Nemzetgazd. Szemle 1883.)

Az orsz. statisztikai hivatal Évkönyveit és Hivatalos Közleményeit mintegy tizenkét évig nem csak maga szerkesztette, de részben ő is írta.
Piso című szomorújátékát kinyomatta, azonban a teljes kiadást maga semmisítette meg.